# 상호작용체학
상호작용체학(Interactomics)은 세포 내의 분자들의 상호작용의 총체를 연구하는 체학중의 하나이다. 생정보학 중의 하나이다. 대표적으로 단백질의 상호작용들의 총체를 연구한다.